# الجاذبية والمغناطيسية الشديدة
مهمة الجاذبية والمغناطيسية الشديدة إس إم إي إكس (جي إي إم إس) هي مهمة مرصد فضائي مُلغاة. كان الهدف الرئيسي لهذه المهمة أن تكون المهمة الأولى التي تقيس استقطاب مصادر أشعة إكس الكونية بشكل منتظم. كانت جي إي إم إس ستزود العلماء ببيانات تساعدهم في دراسة شكل الزمكان المشوه بسبب جاذبية الثقوب السوداء الدوّارة وبنية المجالات المغناطيسية وتأثيراتها حول النجوم النيوترونية. ألغت ناسا هذه المهمة في يونيو عام 2012 بسبب الزيادات في الكلفة المحتملة نتيجة للتأخيرات في تطوير التقنية.
كانت وكالة الفضاء الأمريكية والمتمثلة في الإدارة الوطنية للملاحة الجوية والفضاء «ناسا» تدير هذه المهمة في مركز غودارد لرحلات الفضاء. كان المشروع عبارة عن برنامج فيزياء فلكية تابعًا لإدارة المهام العلمية (إس إم دي) في ناسا في واشنطن العاصمة.
كان من المفترض أن تُطلق المركبة الفضائية في يوليو 2014 في مهمة مدتها تسعة أشهر مع احتمال للتمديد حتى 15 شهرًا من أجل مرحلة الراصد الزائر (مرحلة موجهة). لكن أُلغيت المهمة في مرحلة مراجعة التأكيد في 10 مايو عام 2012 بسبب تجاوز التكلفة المُتوقعة.
يُمكن إعادة المهام المُلغاة، فعلى سبيل المثال، أُلغيت مهمة نوستار في عام 2006، لكنها أُعيدت بعد عام على الإلغاء، وأُطلقت في يونيو عام 2012. لكن لم تُلغى نوستار بسبب تجاوزات في تكلفة المشروع، بل بسبب التغيرات في ميزانية ناسا الإجمالية، لذلك فإنّ ظروف الإلغاء مختلفة كليًا. توفر المهام الصغيرة في برنامج إكسبلورر الكثير من المرونة وفُرص الإطلاق، ويُمكن أن تُطبق الدروس المُتعلمة على أهداف المهام نفسها، لكن في مهام مختلفة (بالمقارنة، وعلى سبيل المثال، مهمة فانغارد1 مقابل مهمة إكسبلورر1). بعد عدة سنوات، فازن مهمتان جديدتان لقياس الاستقطاب بأشعة إكس بجائزة ناسا لتطوير مهمات قياس الاستقطاب بأشعة إكس.

## المهمة
صُمم تلسكوب أشعة إكس الخاص بمهمة جي إي إم إس لقياس مناطق الفضاء المشوهة حول الثقوب السوداء بشكل غير مباشر، وذلك عن طريق قياس استقطاب أشعة إكس المنبعثة. كان بإمكانه أيضًا أن يتفحص بنى المجالات المغناطيسية وتأثيراتها حول النجوم المغناطيسية وبقايا النجوم الأخرى التي تمتلك مجالات مغناطيسية أقوى من المجال المغناطيسي للأرض بتريليونات المرات.
كان باستطاعة جي إي إم إس أن يكشف:
- كيف تؤثر الثقوب السوداء الدوارة في الزمكان والمادة، وذلك عندما تُسحب وتُضغط بواسطة المجالات الثقالية القوية.
- ماذا يحدث في المجالات المغناطيسية الشديدة جدًا بالقرب من النجوم النابضة والنجوم المغناطيسية.
- كيف تسارعت الأشعة الكونية عن طريق الاصطدامات ببقايا المستعرات العظمى.[6]

لا يمكن للمهمات الحالية القيام بهذا لأنّ الاستبانة الزاوية المطلوبة محدودة، والمجالات المغناطيسية غير مرئية.
كان سيتمثل الكاشف في جي إي إم إس بحجرة صغيرة مملوءة بالغاز. عندما يتشرب الغاز الأشعة السينية، يحمل إلكترون معظم الطاقة، وينطلق في اتجاه مرتبط باتجاه استقطاب أشعة إكس. يفقد هذا الإلكترون الطاقة عن طريق تأين الغاز، يقيس الجهاز اتجاه مسار التأين، وبالتالي استقطاب أشعة إكس. ستستخدم مخرجات كاشف جي إي إم إس حجرة إسقاط زمني لتصوير المسار. إنّ جهاز جي إي إم إس أكثر حساسية من تجارب استقطاب أشعة إكس السابقة بنحو مئة مرة.
كان الحد الأقصى لتكاليف المهمة 105 مليون دولار أمريكي (في السنة المالية لعام 2008) باستثناء تكاليف مركبة الإطلاق، لكن ادعى مجلس مراجعة تأكيد المهمة المستقل في ناسا أنّ التكاليف ستنمو تقديريًا إلى 150 مليون دولار، مما أدى إلى إلغاء المهمة.
يشير إلغاء جي إي إم إس إلى نهاية سلسلة طويلة امتدت عدة سنوات من الإلغاءات ومحاولات الإلغاء للمهمات الحالية والمستقبلية.

## وصلات خارجية
- NASA Project Homepage